# Gäststjärna (astronomi)
En gäststjärna, kinesiska 客星, pinyin kèxīng, var inom kinesisk astronomi en stjärna som plötsligt uppenbarade sig på en plats där tidigare ingen stjärna tidigare observerats; en stjärna som efter en kortare eller längre tid åter försvann. Begreppet är en bokstavlig översättning från urgamla kinesiska dokument.
Inom modern astronomi ser man det gamla begreppet som en anspelning på kataklysmiska variabler: Novor och supernovor, även om det råder viss osäkerhet på begreppets exakta omfattning, eftersom det är frågan om översättningar från gamla kinesiska manuskript där inte heller det alltid varit frågan om direkta observationer, utan även andrahandsredogörelser.
I den gamla kinesiska astronomin var gäststjärnorna en av tre typer av tillfälliga himmelsobjekt. De två andra var 彗星, huixing, “kvaststjärna”, komet med svans och xing bo, “suddig stjärna”, komet utan svans.
Det tidigaste kända omnämnandet i kinesiska annaler av gäststjärnor finns i historiekrönikan Hanshu (漢書), den officiella krönikan Handynastin 206 f.Kr.–220 e.Kr.. Alla följande historiekrönikor innehåller liknande redogörelser.
Motsvarande europeiska historiekrönikor är mycket osäkrare källor för supernovakandidater och novor. Den mycket ljusstarka supernovan år 1054 e.Kr. saknas t.ex. helt i europeiska krönikor, trots att den var synlig i fullt dagsljus under nästan en hel månad. Astronomer har spekulerats i om detta beror på väderförhållanden eller brist på observationer under denna epok.

## Sammanställning av gäststjärnor
År 1921 sammanställde Knut Lundmark uppgifterna för "gäststjärnor" som nämns i de kinesiska krönikorna som var kända i väst. Han grundade detta på äldre verk, efter att ha analyserat olika källor, såsom Wenxian Tongkao, som studerats första gången från ett astronomiskt perspektiv av den franska fysikern Jean-Baptiste Biot i mitten av 1800-talet. Lundmark gjorde en lista med 60 misstänkta novor, som då var den generiska termen för en stjärnexplosion och faktiskt täcker det som nu är uppfattat som två distinkta fenomen, novor och supernovor. Supernovan 1054, som redan nämnts av Biot 1843, ingår i listan.